# Медведев, Александр Николаевич
Медведев Александр Николаевич (23 ноября 1918—28 мая 1984) — штурман 122-го гвардейского бомбардировочного Гомельского Краснознамённого ордена Суворова авиационного полка (3-й гвардейской бомбардировочной авиационной дивизии, 3-й воздушной армии, 1-го Прибалтийского фронта), гвардии майор (в отставке: генерал-полковник авиации).

## Биография
Родился 23 ноября1918 года в деревне Протасиха ныне Ковернинского района Нижегородской области в крестьянской семье. Русский.
Окончил техникум. Работал директором клуба Борского стеклозавода.
В Красной Армии с 1938 года. Член ВКП(б)/КПСС с 1939 года.
В 1940 году окончил Мелитопольское военное авиационное училище, и был направлен для дальнейшего прохождения службы в 130-й скоростной бомбардировочный авиационный полк (13-я бомбардировочная авиационная дивизия), который базировался на аэродроме Зябровка близ города Гомель (Белоруссия). В качестве штурмана А. Н. Медведев был включён в экипаж самолёта-бомбардировщика СБ, лётчиком которого был А. А. Лоханов, а стрелком-радистом В. К. Судаков (все трое впоследствии стали Героями Советского Союза).
Участник Великой Отечественной войны с июня 1941 года. Первый боевой вылет совершил через день после начала войны — 24 июня 1941 года. В связи с тем, что в первых боях на Западном фронте авиационный полк, в котором служил Александр Медведев, понёс большие потери, оставшиеся и вновь сформированные экипажи, в том числе и экипаж Лоханов — Медведев — Судаков, в июле — сентябре 1941 года переучивались летать на пикирующих бомбардировщиках «Пе-2», и 5 октября 1941 года в составе 146-й авиационной дивизии впервые нанесли бомбовые удары по врагу на этих самолётах. Принимал активное участие в разгроме немецко-фашистских войск под Москвой. Был сбит поздней осенью над БССР, и несколько недель раненый вырывался из тыла врага, оставшись один на один с природой. После проходил проверку в Казани по линии контрразведки.
Приказом Народного Комиссара обороны СССР от 3 сентября 1943 года № 265 и Директивой Генерального штаба Красной Армии от 4 сентября 1943 года № Орг/10/138919 130-й бомбардировочный авиационный полк преобразован в 122-й гвардейский бомбардировочный авиационный полк. Штурман 122-го гвардейского бомбардировочного авиационного полка (3-я гвардейская бомбардировочная авиационная дивизия, 3-я воздушная армия, 1-й Прибалтийский фронт) гвардии майор Александр Медведев к октябрю 1944 года совершил двести тридцать четыре успешных боевых вылета на бомбардировку вражеских войск, коммуникаций, уничтожив большое количество живой силы и техники противника.
В воздушных боях штурман Медведев лично сбил пять и в группе три вражеских самолёта, а втроем «экипаж героев», как пророчески назвали его ещё в 1942 году, сбил тринадцать самолётов врага. К концу войны имел звание гвардии-майор. Принимал участие в Параде Победы 1945 года.
После войны А. Н. Медведев окончил Военно-воздушную академию и Военную академию Генерального штаба. Начальник штаба - первый заместитель командующего Дальней Авиации (12.10.1963 - 19.06.1972). Генерал-полковник авиации Медведев А. Н. занимал ответственный пост 1-го заместителя начальника Главного штаба Военно-Воздушных Сил СССР. Жил в Москве.

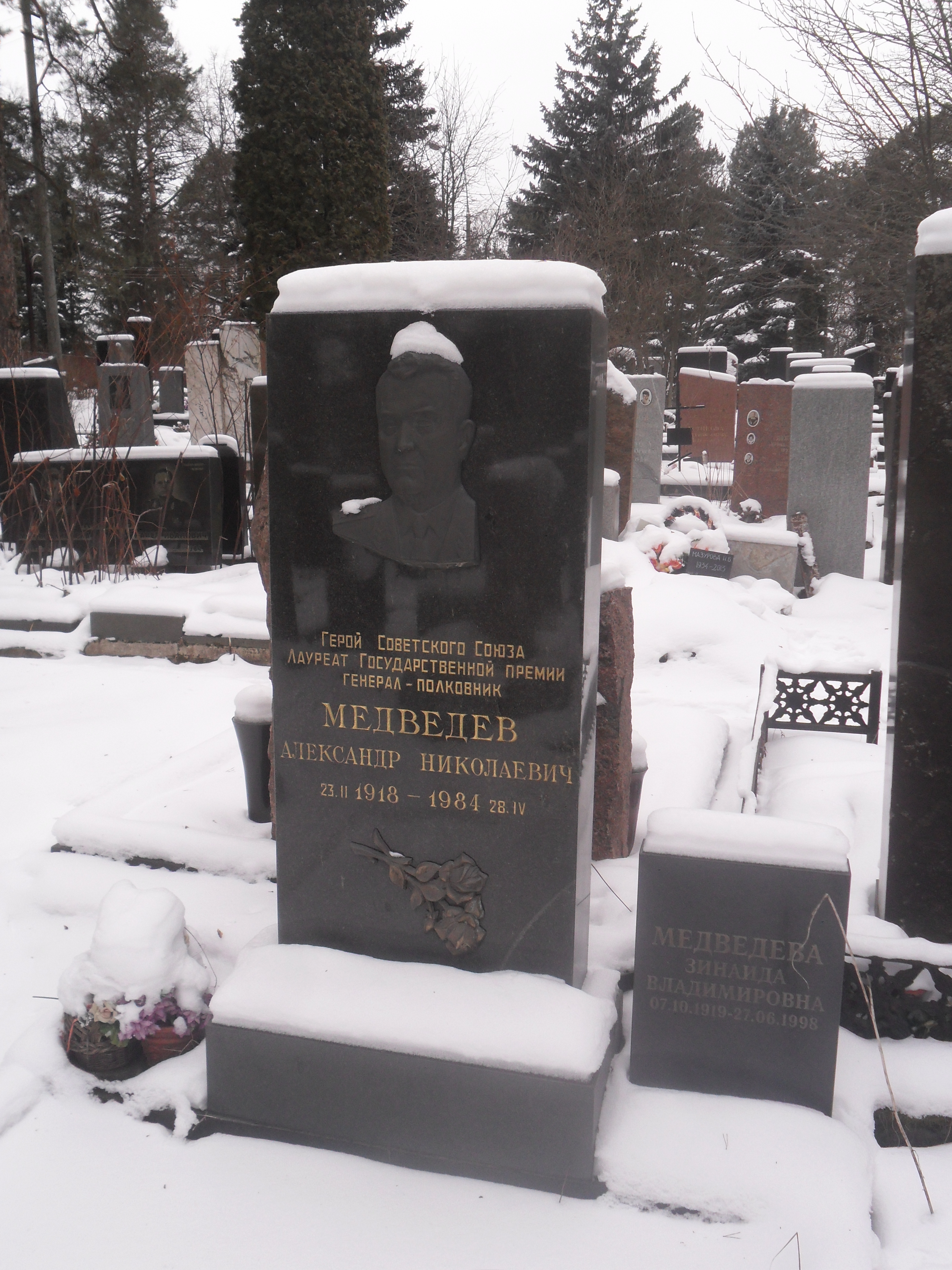
Могила Медведева на Кунцевском кладбище Москвы.

Скончался 28 мая 1984 года от лейкемии. Похоронен на Кунцевском кладбище города Москвы (участок 9-2). Его могила является объектом культурного наследия.

## Память
В городе Семёнове Нижегородской области на аллее Героев установлен бюст.
1 сентября 2018 года в средней школе г. Семёнова состоялась торжественная линейка в честь 100-летия Александра Николаевича, при поддержке города и в присутствии родных и близких.
По сей день стенд, посвященный А.Н. Медведеву, находится в авиационном музее г. Монино.

## Семья
Жена, Зинаида Владимировна (военный фельдшер), с которой познакомились до войны и встретились на фронте, скончалась в 1998 году. Есть дочь, Татьяна, 1947 г.р., выпускница МАИ, внучка Ольга и внук Александр, названный в честь деда-героя.

## Награды
- Указом Президиума Верховного Совета СССР от 18 августа 1945 года за образцовое выполнение боевых заданий командования на фронте борьбы с немецко-фашистскими захватчиками и проявленные при этом мужество и героизм гвардии майору Медведеву Александру Николаевичу присвоено звание Героя Советского Союза с вручением ордена Ленина и медали «Золотая Звезда» (№ 8001).[2]
- Награждён  двумя орденами Ленина (февраль 1942 г.[3],август 1945 г.) , двумя орденами Красного Знамени (декабрь 1941 г.[4],?), орденом Суворова 3-й степени (ноябрь 1943 г.)[5], орденом Александра Невского[6], Отечественной войны 1-й степени (август 1943 г.)[7], двумя орденами Красной Звезды (сентябрь 1942 г.[8],?), медалями (в т.ч. "За оборону Москвы", а также иностранными орденами и медалями.